# ド・ブランジュの定理
複素解析では、ド・ブランジュの定理(de Branges's theorem)、あるいはビーベルバッハの予想(Bieberbach conjecture)と呼ばれる定理は、単位開円板から複素平面への単射的な写像を与えるための、正則函数の必要条件を与える定理である。これはルートヴィヒ・ビーベルバッハ（ Ludwig Bieberbach (1916)） により予想され、最終的にはルイ・ド・ブランジュ(Louis de Branges (1985))により証明された。
この定理は、「函数のテイラー係数 an に関しては、いつでも a0 = 0 で a1 = 1 として正規化する」ことができることをいっている。開円板上に定義された次の形のテイラー級数を持つ正則函数で単射的（単葉的）である函数を考えよう。
{\displaystyle f(z)=z+\sum _{n\geq 2}a_{n}z^{n}.}
このような函数を単葉函数(schlicht function)という。この定理は、全ての {\displaystyle n\geq 2} に対して、
{\displaystyle \left|a_{n}\right|\leq n}
となることを言っている。等号が成り立つ場合は、ケーベ極値函数(Koebe's extremal function)の場合に限る。

## 単葉函数
正規化
a0 = 0 であり、a1 = 1
であるということは、
f(0) = 0 であり f'(0) = 1
であることを意味する。これはいつでも、任意の開単位円板上に定義され、次式を満たす単射的函数 g から出発すると線型分数変換(linear fractional transformation)により保証されている。
{\displaystyle f(z)={\frac {g(z)-g(0)}{g'(0)}}.}
そのような函数 g は、リーマンの写像定理に現れるので、今、注目している函数である。
単葉函数(schlicht function)は、1 対 1 に対応し、f(0) = 0 と f'(0) = 1 を満たす解析函数 f として定義される。単葉函数の族は、
{\displaystyle f_{\alpha }(z)={\frac {z}{(1-\alpha z)^{2}}}=\sum _{n=1}^{\infty }n\alpha ^{n-1}z^{n}}
であり、α が絶対値が 1 の複素数であるような回転ケーベ函数(rotated Koebe function)である。f が単葉函数で、n ≥ 2 に対して、|an| = n であれば、f はケーベ函数という。
ド・ブランジュの定理の条件は、函数の単葉性を示すだけ、すなわち、函数
{\displaystyle f(z)=z+z^{2}=(z+1/2)^{2}-1/4\;}
を示すことだけでは不十分である。単位円板上で正則で、全ての n に対して、|an| ≤ n を示せても、f(−1/2 + z) = f(−1/2 − z) であるので、単射的ではない。

## 歴史
過去にはKoepfによってKoepf (2007) というサーベイが書かれている。
Bieberbach (1916) は、|a2| ≤ 2 を証明し、|an| ≤ n となるであろうことを予想をした。Loewner (1917) と Nevanlinna (1921) は独立に星型函数(starlike functionsin)の評価基準に関する予想を証明した。その後、チャールズ・レヴナー(Charles Loewner)は、(Loewner (1923)) で |a3| ≤ 3 をレヴナー方程式を使い証明した。彼の仕事は、最も新しい研究にも使われており、シュラム・レヴナー発展方程式にも適用される。
Littlewood (1925, theorem 20) では、ビーベルバッハの予想(Bieberbach conjecture)が正しいければ、このことはファクタを無視する限りは、すべての n について |an| ≤ en であることを証明し、このことはビーベルバッハの予想が e = 2.718... の何倍かということを除いては、成り立つことを示している。後日、何人かが e 以下の定数になることを導出している。
f(z) = z + ... が単葉函数であれば、φ(z) = f(z2)1/2 は奇函数の単葉函数である。Littlewood & Paley (1932) は、このテイラー係数が全ての k について bk ≤ 14 となることを示した。彼らは、14 を 1 に変えることができると、ビーベルバッハの予想の自然な一般化となることを予想した。このリトルウッドとパーレイの予想は、コーシー不等式を使うとビーベルバッハの予想を容易に導けるが、しかし、直ちに、Fekete & Szegö (1933) により誤っていることが証明された。彼らは、奇函数である単葉函数で、 b5 = 1/2 + exp(−2/3) = 1.013... となり、これが b5 の可能な限り最大値を与えることを示した。（後年、ミリン(Isaak Moiseevich Milin)は 14 は 1.14. と取り替えることができることを示し、また、ハイマン(Hayman)は φ がケーベ函数ではない場合に数値 bk が 1 より小さい極限値を取ることを示した。従って、リトルウッドとパーレイの予想は、任意の函数の有限個の係数を除きと正しいこととなる。）リトルウッドとパーレイの弱い形の予想は、Robertson (1936) を参照。
ロバートソンの予想(Robertson conjecture)は、もし
{\displaystyle \phi (z)=b_{1}z+b_{3}z^{3}+b_{5}z^{5}+\cdots }
が、奇函数の単葉函数で単位円板上で b1=1 であれば、全ての正の正数 n に対し
{\displaystyle \sum _{k=1}^{n}|b_{2k+1}|^{2}\leq n}
が成り立つという予想である。
ロバートソンは、この彼の予想が未だにビーベルバッハの予想を意味する程は強くないことを示し、n = 3 の場合にこの予想を証明した。この予想は、係数自体というよりも係数の変化する二次函数の境界という重要なアイデアを導入した。この二次函数の境界は、単葉函数のあるヒルベルト空間の元のノルムの境界と同値である。
大きな n のある値にたいするビーベルバッハ予想の証明はいくつかあり、特に、Garabedian & Schiffer (1955) は、|a4| ≤ 4 を証明し、Ozawa (1969)とPederson (1968)は |a6| ≤ 6 を証明し、 Pederson & Schiffer (1972)は、|a5| ≤ 5 を証明した。
Hayman (1955)は、an/n の極限が存在することを示し、f がケーベ函数であれば 1 より小さな値となることを示した。特に、任意の f に対して、ビーベルバッハ予想には多くとも有限個の例外しかないことを示した。
ミリンの予想は、各々の単位円板上の単葉函数と任意の正の整数 n に対して、
{\displaystyle \sum _{k=1}^{n}(n-k+1)(k|\gamma _{k}|^{2}-1/k)\leq 0}
が成り立つことを言っている。ここにf の対数的係数(logarithmic coefficients) γn は次に式で与えられる。
{\displaystyle \log(f(z)/z)=2\sum _{n=1}^{\infty }\gamma _{n}z^{n}.}
Milin (1977) は、レベデフ・ミリンの不等式(Lebedev–Milin inequality)を使い、ミリンの予想（後日、ド・ブランジュにより証明されることになる）がロバートソンの予想を含んでいることとなり、従ってビーベルバッハ予想を含むことになる。
最終的に de Branges (1985) は、全ての n に対して|an| ≤ n が成り立つことを証明した。

## ド・ブランジュの証明
証明には整函数のあるタイプのヒルベルト空間を使う。これらの空間の研究は、今日、複素解析の一分野へと成長していて、空間はド・ブランジュ空間(de Branges space)とかド・ブランジュ函数(de Branges function)と呼ばれるようになっている。ド・ブランジュ(De Branges)は対数の係数の強いミリンの予想 (Milin 1971) を証明した。ミリンの予想は、奇函数の単葉函数のロバートソンの予想 (Robertson 1936) を含んでいることは既に知られており、従って単葉函数についてのビーベルバッハの予想 (Bieberbach 1916) を含んでいることは既に知られていた。彼の証明は、ヤコビ多項式(Jacobi polynomial)に対するレヴナー方程式とアスキー・ガスパーの不等式(Askey–Gasper inequality)とべき級数のレベデフ・ミリンの不等式(Lebedev–Milin inequality)を使った。
ド・ブランジュはこの予想をいくつかのヤコビ多項式の不等式へと還元し、最初の数項を手で評価した。ワルター・ガウチ(Walter Gautschi)は計算機を使いこれらのド・ブランジュの（最初の30個の項といったことによりビーベルバッハの予想を証明することとなる）不等式をさらに評価して、同じような不等式を知っているかとリチャード・アスキーに聞いた。アスキーは Askey & Gasper (1976) で8年前に必要な不等式を証明していることを指摘した。これがド・ブランジュに証明を完成させることとなった。最初のバージョンは非常に長く、小さなミスもあったのでこの証明について懐疑的な見方があったが、これらの誤りをステクロフ研究所の”レニングラード幾何学的函数論セミナー”の人たちの助けを借りて修正した。ド・ブランジュが1984年にそこを訪問したときのことである。
ド・ブランジュは次のような結果を証明した。この結果は、{\displaystyle \nu =0} はミリンの予想（従って、ビーベルバッハの予想）を含む。{\displaystyle \nu >-3/2}と σn が、正の整数 n に対し極限を 0 とする実数であるとし、
{\displaystyle \rho _{n}={\frac {\Gamma (2\nu +n+1)}{\Gamma (n+1)}}(\sigma _{n}-\sigma _{n+1})}
が非負で、非増加で、極限 0 を持つとする。そのときには、全てのリーマン写像函数 F(z) = z + ... は単位円板上で単葉であり、
{\displaystyle {\frac {F(z)^{\nu }-z^{\nu }}{\nu }}=\sum _{n=1}^{\infty }a_{n}z^{\nu +n}}
を満たし、
{\displaystyle \sum _{n=1}^{\infty }(\nu +n)\sigma _{n}|a_{n}|^{2}}
の最大値は、ケーベ函数 z/(1 − z)2 となる。